# Mezija
Mezija (latinski: Moesia, grčki: Μοισία) jest povijesna pokrajina i rimska provincija koja se nalazila na teritoriju današnje Srbije, Bugarske i Rumunjske duž južne obale rijeke Dunava.
U antičkim geografskim izvorima, granica Mezije s juga bile su planine Balkan (Haemus) i Šar-planina (Scardus, Scordus, Scodrus), na zapadu rijeka Drina (Drinus), na sjeveru je to bila rijeka Dunav a s istoka je to bilo Crno more (Euxine). Na prostoru antičke Mezije živjela su tračka, dačka i ilirska plemena.
Ovaj prostor dobio je ime po Mezima, tračko-dačanskom plemenu koje je živjelo na ovim prostorima prije rimskog zauzeća 75. pr. Kr., a 6. godine je i službeno postala rimska provincija.
Provinciju Meziju reorganizirao je osobno rimski car Domicijan godine 87. podijelivši je u dvije provincije: Moesia Superior  - Gornja Mezija, (mislivši pritom na krajeve gore od rijeke) i Moesia Inferior - Donja Mezija, (od ušća Dunava uzvodno), za vrijeme Dominicijanovog Dačkog rata (nakon što su Dačani probili granice na Dunavu 86. – 87.)

## Povijest
Godine 75. pr. Kr. Gaj Skribonije Kurio, prokonzul Makedonije, poveo je vojni pohod duž Dunava i porobio lokalno stanovništvo, a konačnu pacifikaciju tog terena proveo je Marko Licinije Kras, kasnije također prokonzul Makedonije, za vrijeme vladavine cara Augusta oko 29. pr. Kr. Ovaj veliki teritorij ipak nije odmah organiziran kao provincija, već je to napravljeno tek pred kraj Augustove vladavine godine 6., a za guvernera je postavljen Cecina Sever.
Ova ispočetka jedinstvena rimska provincija kojom je upravljao carski legat (koji je najvjerojatnije upravljao i provincijama Ahejom (rimska grčka provincija) i Makedonijom). Kasnije je podijeljena za cara Domicijana u dvije provincije: na Gornju (Superior) i Donju (Inferior, Meziju, zvanu i Ripa Thracia). Teritorije ove dvije nove provincije dijelila je rijeka Cebrus (danas rijeka Džibrica u Bugarskoj). Svakom od ove dvije nove provincije vladao je carski konzulski legat.
Nakon što je Aurelijan (270. – 275.) prepustio Dačku Gotima i preseljenja rimskog stanovništva iz bivše provincije južnije od Dunava, središnji dio Mezije, nazvan je Dacia Aureliani, (ova provincija kasnije je podijeljena na Dacia ripensis i interior). 
Okrug zvan Dardanija (u donjoj Meziji), preustrojio je u posebnu provinciju car Dioklecijan, s glavnim gradom Naissus zvanim i Nissa (danas je to Niš u Srbiji).
Kasnije je car Dioklecijan promijenio ime provincije Moesia Superior (zvanu i Dacia Aureliani) u Moesia Prima, a provinciju Moesia Inferior podijelio na Moesia Secunda i Scythia Minor. 
Važniji gradovi provincije Moesia Secunda bili su: Marcianopolis (današnji grad Devnja), Odessus ( Varna), Nicopolis, Abrittus (Razgrad), Durostorum (Silistra), Transmarisca (Tutrakan), Sexaginta Prista (Ruse) i Novae (Svištov), svi ovi gradovi nalaze se u današnjoj Bugarskoj.
Kao granična provincija Mezija je bila puna graničnih utvrda podignutih na južnoj obali Dunava, od Axiopolisa do Tomia zbog čuvanja granice od provala Skita i Sarmata. 
Garnizon Moesia Secunda imao je dvije rimske legije: Legio I Italica i Legio XI Claudia, kao i nezavisne pješačke postrojbe, konjičke jedinice i riječnu flotilu.
Vojne postrojbe Scythia Minor imale su dvije legije; Legio I Iovia i Legio II Herculia.
Od 238. godine, Mezija je meta konstantnih upada plemena Karpa, Gota (koji su već napadali Meziju 250. ) Velika zajednička invazija Huna, i Gota za vrijeme vladavine cara Valensa 376. god. probila je granicu na Dunavu, tako da je Valens na kraju dopustio Hunima da se nasele u Meziji.
Nakon njihovog naseljavanja, Goti su pod vodstvom Fritigerna pobijedili Valensa u bitci kod Hadrijanopola 378. godine. Ovaj ogranak Gota, znan je i kao Mezijski Goti, po njima je Wulfila napravio prvi gotski prijevod biblije. 
Protobugarska plemena pod raznim imenima Onoguri, Kutiguri, Honogonduri napadali su tijekom VI. st. na Meziju. U VII st. Protobugari su osnovali svoju državu 681. Na prostoru Mezije Srbi su osnovali svoju državu 1217. godine.
Važniji gradovi Gornje Mezije za vrijeme principata bili su: Singidunum (današnji Beograd), Viminacium (ponekad zvan i municipium Aelium, današnji Kostolac), Remesiana (Bela Palanka), Bononia (Vidin) i Ratiaria (današnji Arčar u Bugarskoj). 
Veći gradovi Donje Mezije bili su: Oescus (colonia Ulpia), arheološko nalazište pored sela Gigen, pokraj grada Plevena), Novae (pored današnjeg Svištova, Nicopolis ad Istrum (antički grad pored današnjeg grada Velikog Trnova), Marcianopolis (danas pored mjesta Devnja,  okrug Varna), Odessus i Tomi.
Prostor Mezije bio je dio Bizanta sve do 7. st., kad su ga osvojili Protobugari i osnovali Prvo bugarsko carstvo.

## Vanjske poveznice
- Inscriptions of Mezija Superior[neaktivna poveznica], University of Belgrade